# Kesselzerknall in Meiningen

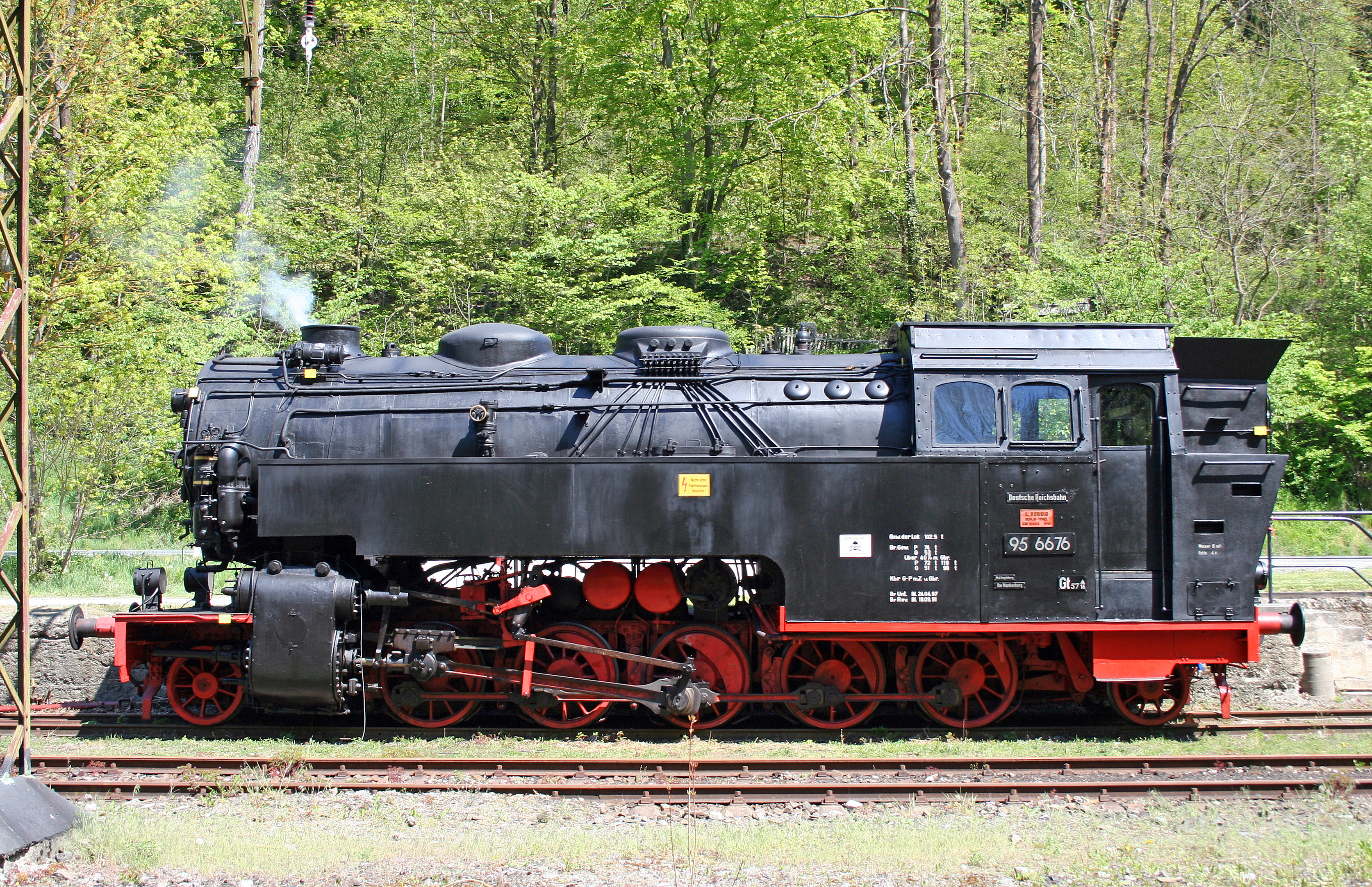
Die Schwesterlokomotive MAMMUT der bei dem Kesselzerknall zerstörten ELCH

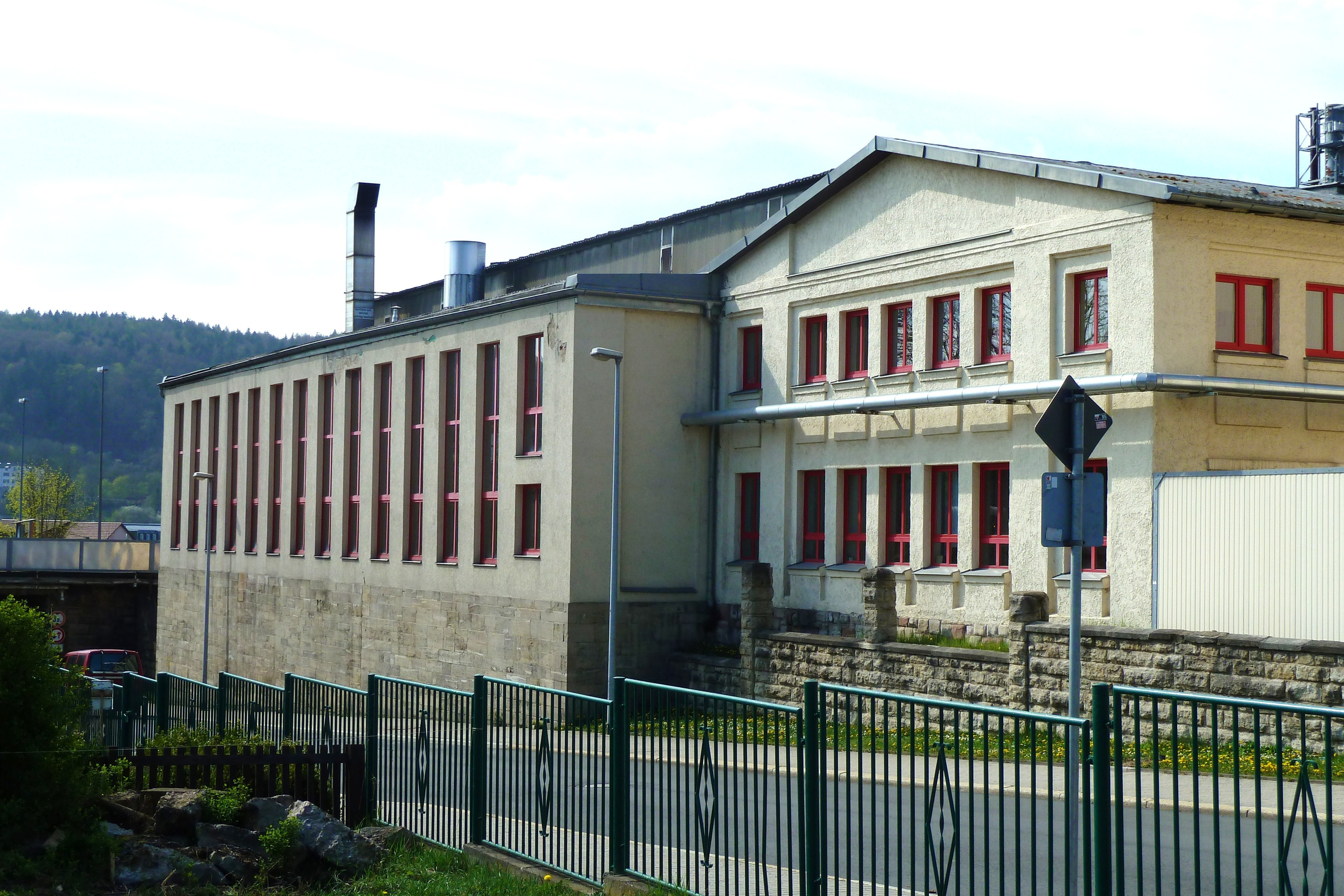
Der Ort des Unfalles, das Anheizhaus (links), im Jahr 2014

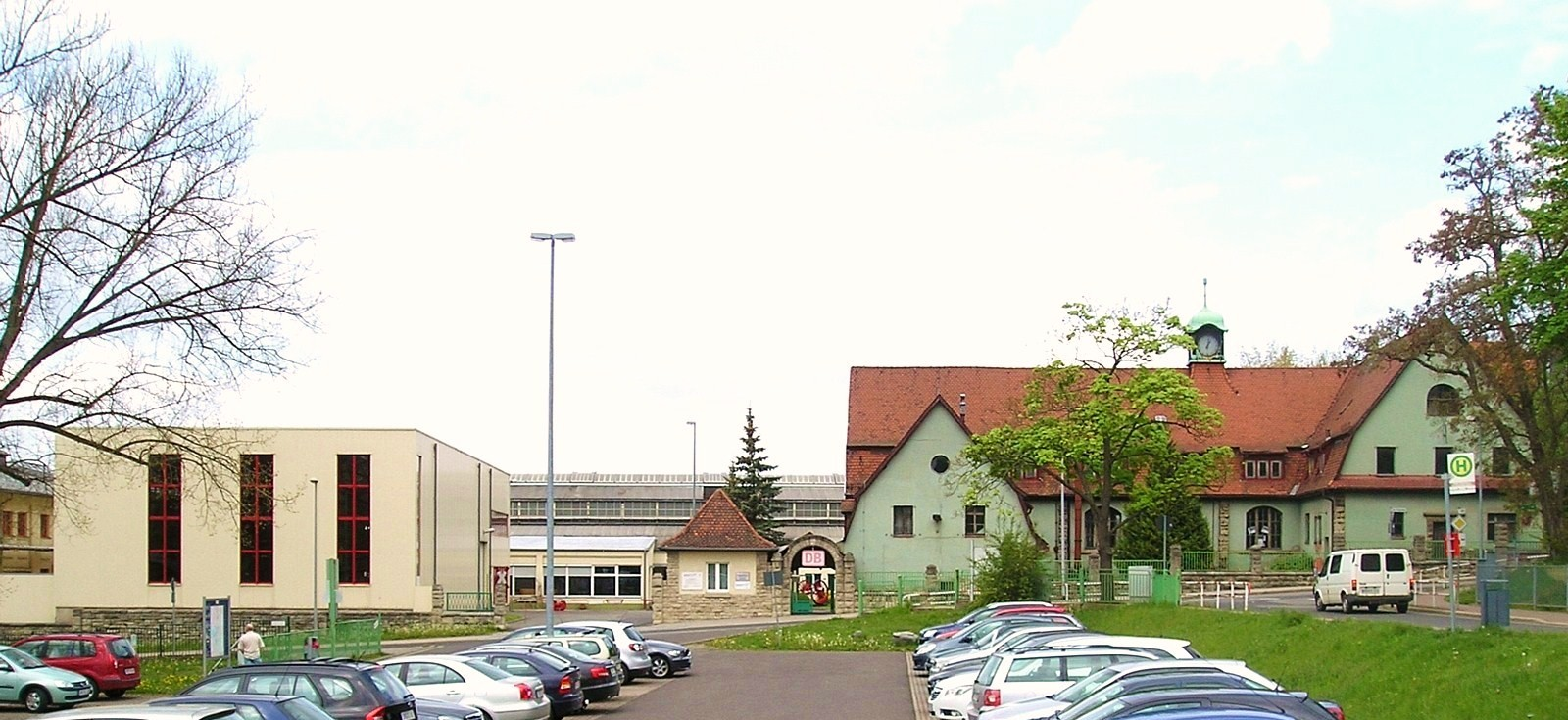
Blick zum Raw – ganz links: Teil des Anheizhauses; rechts: Ernststraße mit Bushaltestelle Krankenhaus

Der Kesselzerknall in Meiningen war eine Kesselexplosion, bei der am 4. Mai 1951 im Reichsbahnausbesserungswerk (Raw) Meiningen elf Menschen ums Leben kamen und eine Dampflokomotive zerstört wurde. Es handelte sich um einen der schwersten Unfälle dieser Art.

## Ausgangslage
Die Dampflokomotive 95 6679, Baujahr 1921, stammte ursprünglich von der Halberstadt-Blankenburger Eisenbahn (HBE) und trug dort den Namen ELCH. Bei der Deutschen Reichsbahn war sie in die Baureihe 95.66 eingeordnet worden. Der Kessel war auf einen Betriebsdruck von 14 atü ausgelegt.
Die Lokomotive war am 15. März 1951 in das Raw Meiningen gebracht worden, weil eine Zwischenuntersuchung L2 anstand, nachdem sie 1949 generalüberholt worden war.
Nachdem die Arbeiten abgeschlossen waren, fand am 30. April eine Probefahrt statt, anschließend wurde das Feuer wieder gelöscht und die Lokomotive war über den Maifeiertag abgestellt. Danach war vorgesehen, die Endabnahme der Lok durchzuführen und sie dann nach Berlin zu überführen. Dazu wurde die Lok im Stand 3 des Anheizhauses wieder angeheizt. Bei der Endabnahme stellte der dafür von Berlin entsandte Mitarbeiter fest, dass das Kesseldruckmanometer nicht arbeitete. Er verweigerte daraufhin die Abnahme.

## Unfallhergang
Der verantwortliche Meister beauftragte daraufhin einen Ventileinsteller und die Armaturenwerkstatt des Raw Meiningen, das Problem zu beheben. Da das Manometer aber kein Standardgerät war, mussten weitere Mitarbeiter herangezogen werden. Im Raw gab es nur ein mobiles Prüfmanometer, das aber gerade an anderer Stelle eingesetzt war. Mit diesem hätte der Kesseldruck zwischenzeitlich überwacht werden können. Dann kam die Zeit für die Mittagspause. Durch ungenügende Abstimmung wurde der Kessel der Lokomotive weiter beheizt. Ohne dass das zu kontrollieren war – das Manometer arbeitete ja nicht –, stieg der Kesseldruck auf 20 atü (ca. 21 bar).
Der schwächste Teil eines stephensonschen Röhrenkessels ist der Hinterkessel aus Stehkessel und Feuerbüchse. Er weicht aus konstruktiven Gründen von der für einen Druckbehälter günstigen Zylinderform ab. Deshalb wird der Stehkessel durch Stehbolzen ohne Gewinde mit der Feuerbüchse verbunden. Durch die Überlastung wurden Stehbolzen ab- und Stehkessel- sowie Feuerbüchswand aufgerissen. Der damit verbundene Druckverlust führte zum schlagartigen Nachverdampfen des Kesselwassers. Dadurch explodierte um 13:30 Uhr der Kessel, Lang- und Hinterkessel wurden vom Rahmen und der Rauchkammer abgerissen und durch das Dach rund 100 Meter weit geschleudert. Dabei überflog der Kessel den Betriebskindergarten des Raw, schlug auf der Ernststraße auf und wurde in die Grünfläche vor dem Landeskrankenhaus geschleudert.

## Folgen
Elf Menschen starben, darunter eine Passantin auf der angrenzenden Straße, fünf weitere wurden schwer und sechs leicht verletzt. Das Anheizhaus wurde dabei zum großen Teil zerstört. Der Sachschaden betrug 360 000 Mark.
Der thüringische Minister für Wirtschaft und Arbeit, Herbert Strampfer, eilte zur Unfallstelle und sagte Hilfe zu, so auch der Verkehrsminister der DDR, Hans Reingruber, bei der Trauerfeier. Da diese Hilfen aber sehr schleppend einsetzten, griffen die Mitarbeiter des Raw und Meininger Bürger zur Selbsthilfe und eröffneten ein Spendenkonto, auf das bis Ende 1952 etwa 50 000 Mark eingezahlt wurden, mit denen die Familien der Getöteten unterstützt wurden. Staatsapparat und Partei misstrauten dieser Selbsthilfe, die sie als Kritik an den politischen Strukturen interpretierten, und untersagten sie.
Staatsapparat und SED sahen die Ursache des Unfalls in mangelndem politischem Bewusstsein oder gar Sabotage. Objektiv war es wohl eher eine Kombination aus Materialmangel und Nachlässigkeit. Das etwa neun Monate später stattfindende Strafverfahren vor dem Landgericht Meiningen brachte nur teilweise Aufklärung, Staatsapparat und Partei versuchten sich eher in einem Schauprozess. Einige Angeklagte erhielten Freiheitsstrafen von bis zu acht Jahren, die später verkürzt oder auf Bewährung ausgesetzt wurden, andere wurden freigesprochen.